# Radio Andernach
Radio Andernach ist der Truppenbetreuungssender der Bundeswehr und dem Kommando Cyber- und Informationsraum (CIR) unterstellt. Der Name Radio Andernach stammt von dem ursprünglichen Standort Andernach im Kreis Mayen-Koblenz in Rheinland-Pfalz. Im Zuge der Zusammenlegung des Bataillons für Operative Information 950 als Zentrum Operative Information in Mayen wurde der Standort Andernach im Jahre 2001 verlassen; die Sendungen werden nun von Mayen aus gesendet.

## Geschichte

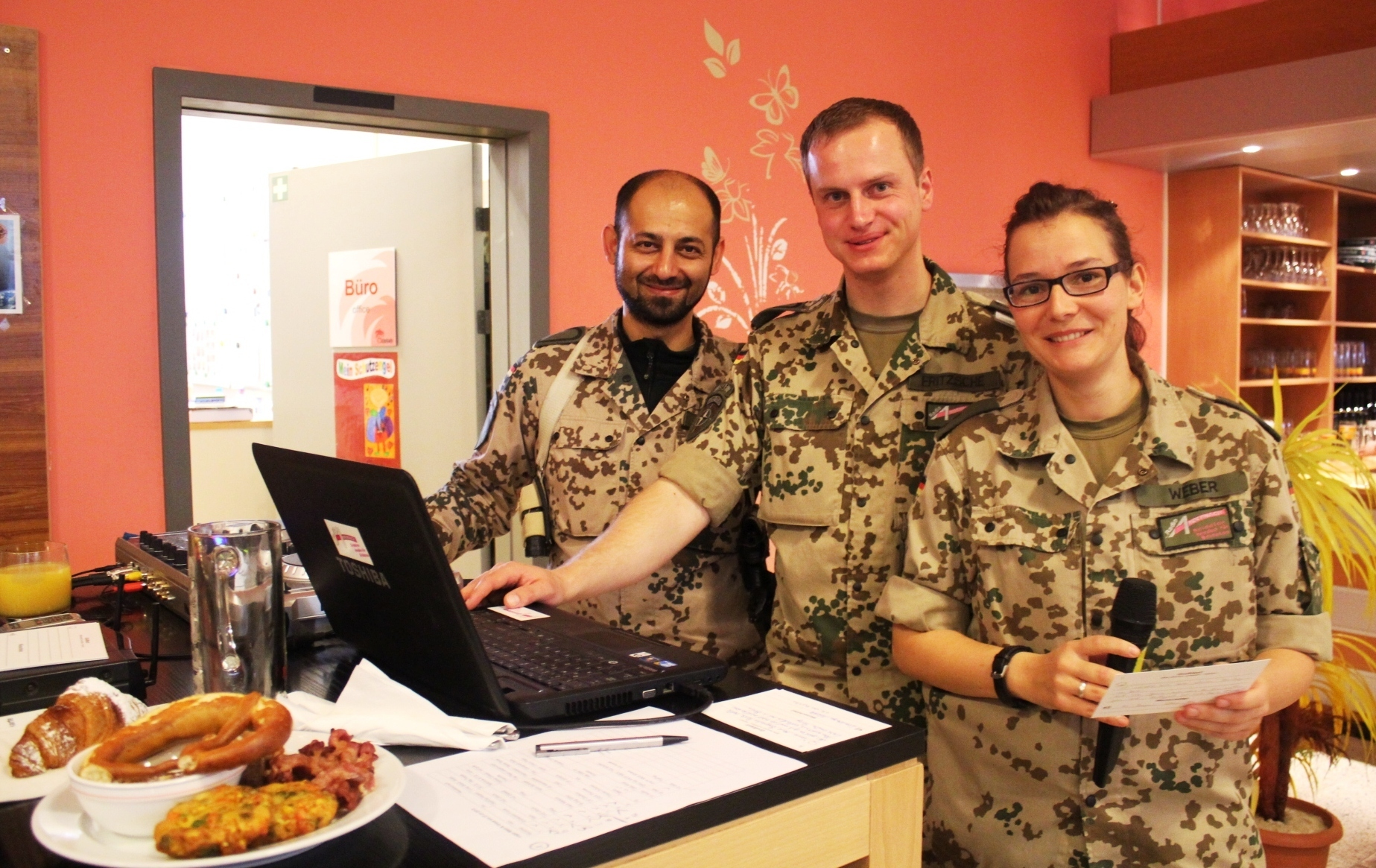
Soldaten von Radio Andernach im Camp Marmal in Afghanistan 2013

Unter der Kennung „Radio Andernach“ wurden bereits ab 1974 Sendungen produziert, aufgezeichnet und an Bundeswehreinheiten außerhalb Deutschlands gesendet, wo diese dargeboten wurden, insbesondere auf Schiffen. Ab 1993 gab es dann das erste regelmäßig live produzierte Radioprogramm, welches beim Auslandseinsatz in Somalia zunächst über Lautsprecher im Lager abgespielt wurde. In den folgenden Jahren begann die professionellere Ausstrahlung an den Einsatzorten über UKW. Die Sendezeiten wurden immer weiter ausgeweitet, zunächst mithilfe der Übernahme von öffentlich-rechtlichen Programmen. Zwischenzeitlich gab es eine Struktur, in der von Deutschland aus rund um die Uhr ein Mantelprogramm produziert wurde, welches an den verschiedenen Einsatzorten im Ausland meistens übernommen, jedoch für lokale Sendungen zur terrestrischen Ausstrahlung vor Ort unterbrochen wurde. Aktuell (2015) wird weltweit dasselbe Programm ausgestrahlt, wobei der Hauptteil am Hauptstandort in Mayen produziert wird und einzelne Sendestunden aus Afghanistan und dem Kosovo kommen. Es besteht hier auch die Möglichkeit für alle Soldaten, eigene Themen nach Art eines Offenen Kanals vor Ort zu präsentieren.
Wie in den Anfangsjahren wird unabhängig davon auch weiterhin ein Programm, heute unter dem Namen GLOBE, aufgezeichnet und auf Schiffen über Lautsprecher abgespielt. Somit werden auch die Besatzungen von Schiffen der Bundeswehr mit Grüßen, Servicethemen und Informationen aus Deutschland versorgt.

## Profil
Das Mantelprogramm wird aus Mayen gesendet. Bis zum 31. Mai 2021 sendete eine Einsatzredaktion ihre Regionalsendung „Live aus Mazar-E-Sharif“.
Das 24/7-Programm war dort über UKW zu empfangen und ist aktuell per Live-Stream hörbar.
Sendungsinhalte sind eine konzipierte Zusammenstellung von Nachrichten, Informationen, Musik, Comedy sowie persönlichen Grüßen von Angehörigen und Kameraden an einzelne Personen und Einheiten im Einsatzgebiet. Das Team des Dezernats Betreuungsmedien besteht aus knapp 60 Soldaten unterschiedlicher Dienstgrade und versteht sein Programm als „Brücke zwischen den Bundeswehrsoldaten im Ausland und ihrer Heimat.“ Vereinzelt werden auch Sendungen von öffentlich-rechtlichen Programmen übernommen, beispielsweise für die Übertragung von Bundesligaspielen (SWR Stadion).

## Rechtliche Sonderstellung
Zwischen Dezember 2009 und 31. Januar 2010 konnte das Programm auch als Internetradio auf der Website des Betreibers gehört werden. Allerdings erfüllt das Programm nicht alle Vorgaben im Sinne des Art. 5 Abs. 1 Satz 2 GG, da für Rundfunk die Pressefreiheit (und damit die staatliche Unabhängigkeit) zwingend gewährleistet sein muss. Siehe hierzu auch 1. Rundfunk-Urteil aus dem Jahr 1961. Die Rundfunkkommission der Länder stimmte erstmals im November 2010 einem Antrag zu, der es Radio Andernach in der Weihnachtszeit (bis 9. Januar 2011) erlaubte, den Livestream passwortgeschützt über seine Homepage anzubieten. Seit März 2012 steht der passwortgeschützte Livestream rund um die Uhr zur Verfügung. Zugangsberechtigt sind Soldaten und zivile Mitarbeiter der Bundeswehr.

## Einsatzredaktionen

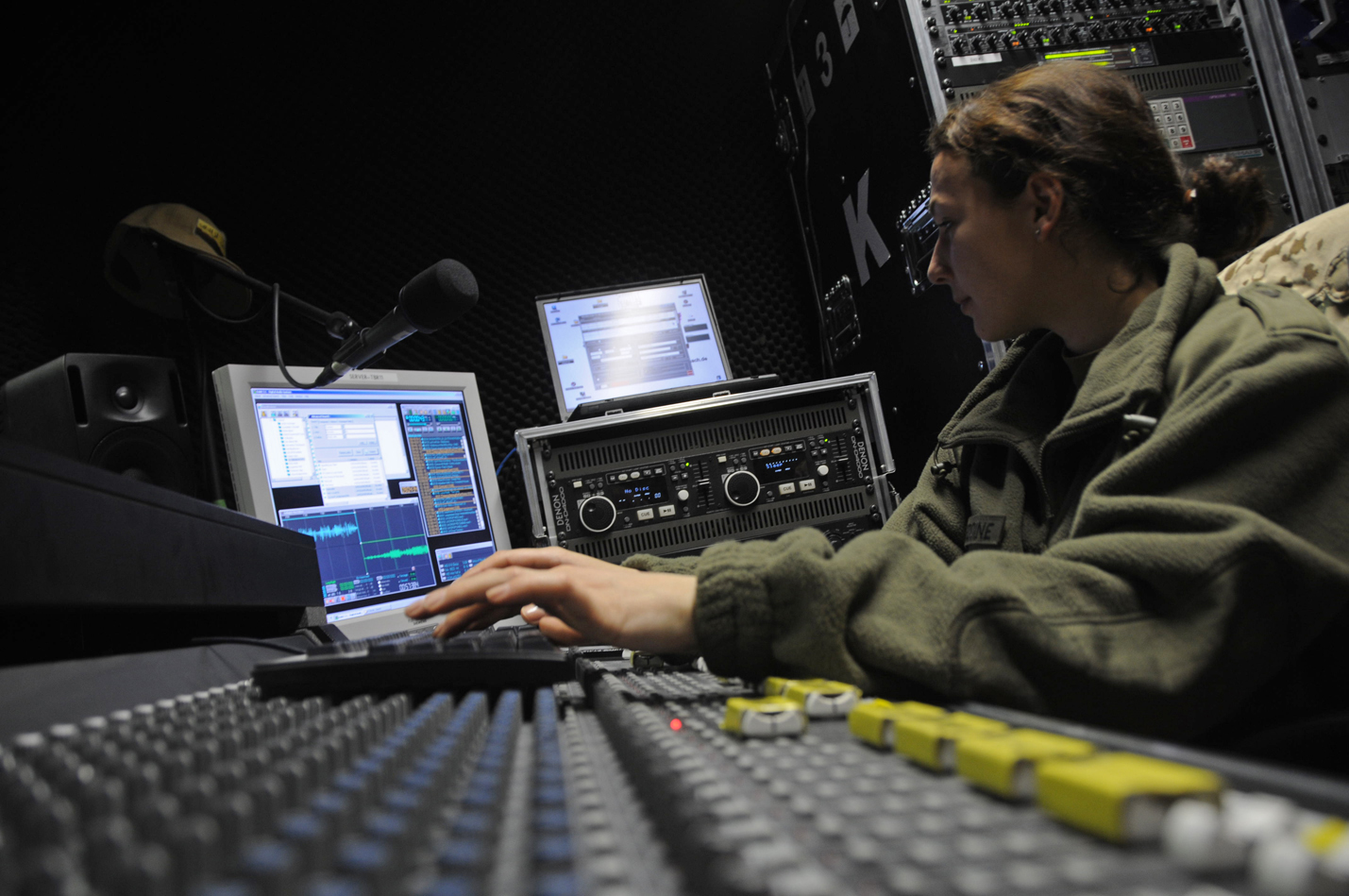
Lokales Studio von Radio Andernach in Masar-e Scharif im nördlichen Afghanistan

Bis zum 31. Mai 2021 war Radio Andernach in Afghanistan mit einem Team von vier Einsatzkräften, zuletzt mit einem Korrespondenten-Team vor Ort vertreten. Dort wurde die Betreuung der Soldatinnen und Soldaten unterstützt sowie das Regionalprogramm erstellt. Das Liveprogramm aus Bosnien-Herzegowina wurde im Mai 2007 eingestellt. Das Live-Programm aus dem Kosovo wurde im März 2010 zwischenzeitlich abgeschaltet und im September 2013 wieder aufgenommen. Im Frühjahr 2017 wurde das Studio im Kosovo dann endgültig abgebaut.

## Technik und Empfang
Für den Live-Betrieb werden die Produktionen via Musiktaxi zu einer bundeswehreigenen Satelliten-Uplinkstation gesendet und im jeweiligen Einsatzgebiet weiterverarbeitet bzw. terrestrisch ausgesendet. Radio Andernach war terrestrisch in Afghanistan über drei UKW-Sender in Kabul und zwei in Masar-e Scharif sowie zwei weitere im Kosovo (Prizren und Pristina) zu empfangen. In Deutschland wird das Programm nicht terrestrisch ausgestrahlt. Darüber hinaus wird das Programm in das Intranet der Bundeswehr in Termiz und passwortgeschützt im offenen Internet verbreitet. Das Satellitensignal steht nur als Zulieferung für die regionalen Programme und nicht unmittelbar den Hörern zur Verfügung.
Daneben experimentiert Radio Andernach auch mit der Übertragung via Digital Radio Mondiale.